# Rodzina skrzypiec
Rodzina skrzypiec – cztery współczesne instrumenty smyczkowe wykorzystywane w muzyce ludowej, rozrywkowej i klasycznej na całym świecie: skrzypce, altówka, wiolonczela i kontrabas. W niektórych publikacjach terminem tym określa się również dawne europejskie instrumenty smyczkowe, które występowały w różnych rozmiarach, m.in. viole i fidele.
Geneza rodziny skrzypiec sięga XVI wieku i związana jest z rozkwitem europejskiego instrumentarium oraz z rozwojem muzyki instrumentalnej. Kompozytorzy tworzyli muzykę przydzielając poszczególne partie utworu instrumentom, na wzór głosów w wokalnej polifonii. Lutnicy, podążając za potrzebami nowej muzyki, budowali i coraz bardziej ujednolicali rozmiary instrumentów smyczkowych w czterech grupach: soprany, alty, tenory i basy. Zapoczątkowany w północnych Włoszech trend rozprzestrzenił się na całą Europę, a w epoce klasycyzmu zaowocował ukonstytuowaniem się znanej do współczesności rodziny skrzypiec.

Rodzina skrzypiec. Od lewej: skrzypce, altówka, wiolonczela, kontrabas

## Klasyfikacja
Polska Encyklopedia muzyki definiuje rodzinę skrzypiec ogólnie jako grupę instrumentów różnej wielkości, których cechą wspólną jest korpus rezonansowy o kształcie pudła skrzypiec. Konkretnie wylicza skrzypce, altówkę, tenorki, wiolonczelę oraz kontrabas. Zaznacza również, że oprócz tych podstawowych instrumentów orkiestrowych, do rodziny należą inne, powstałe głównie w XIX wieku, m.in. contraviolino, skrzypce podwójne i skrzypce flażoletowe. Podobnie wskazują brytyjski leksykon muzyczny Grove Dictionary of Music and Musicians oraz niemiecka encyklopedia Riemann Musiklexikon, używając terminu „rodzina skrzypiec” w kontekście konkretnych instrumentów, lutników, kompozytorów oraz instrumentalistów, i obejmując nim również instrumenty dawne z rodzin violi i fideli. Z drugiej strony, niektóre źródła, np. brytyjski leksykon muzyczny, oddzielają kontrabas od rodziny skrzypiec. Konkretnie na instrumenty współczesne, czyli skrzypce, altówkę, wiolonczelę i kontrabas  wskazują: Jerzy Kusiak w kompendium Skrzypce od A do Z, amerykański popularyzator muzyki klasycznej Miles Hoffman w The NPR classical music companion, niemiecki muzykolog Ulrich Michels w Atlasie muzyki, włoska Enciclopedia Treccani oraz brytyjska Encyklopedia Britannica. Michael Praetorius w obszernym kompendium dotyczącym instrumentów muzycznych Syntagma Musicum z 1619 napisał, że instrumenty z rodziny skrzypiec są tak popularne i powszechne, że nie będzie się na ich temat rozwodził.

## Budowa

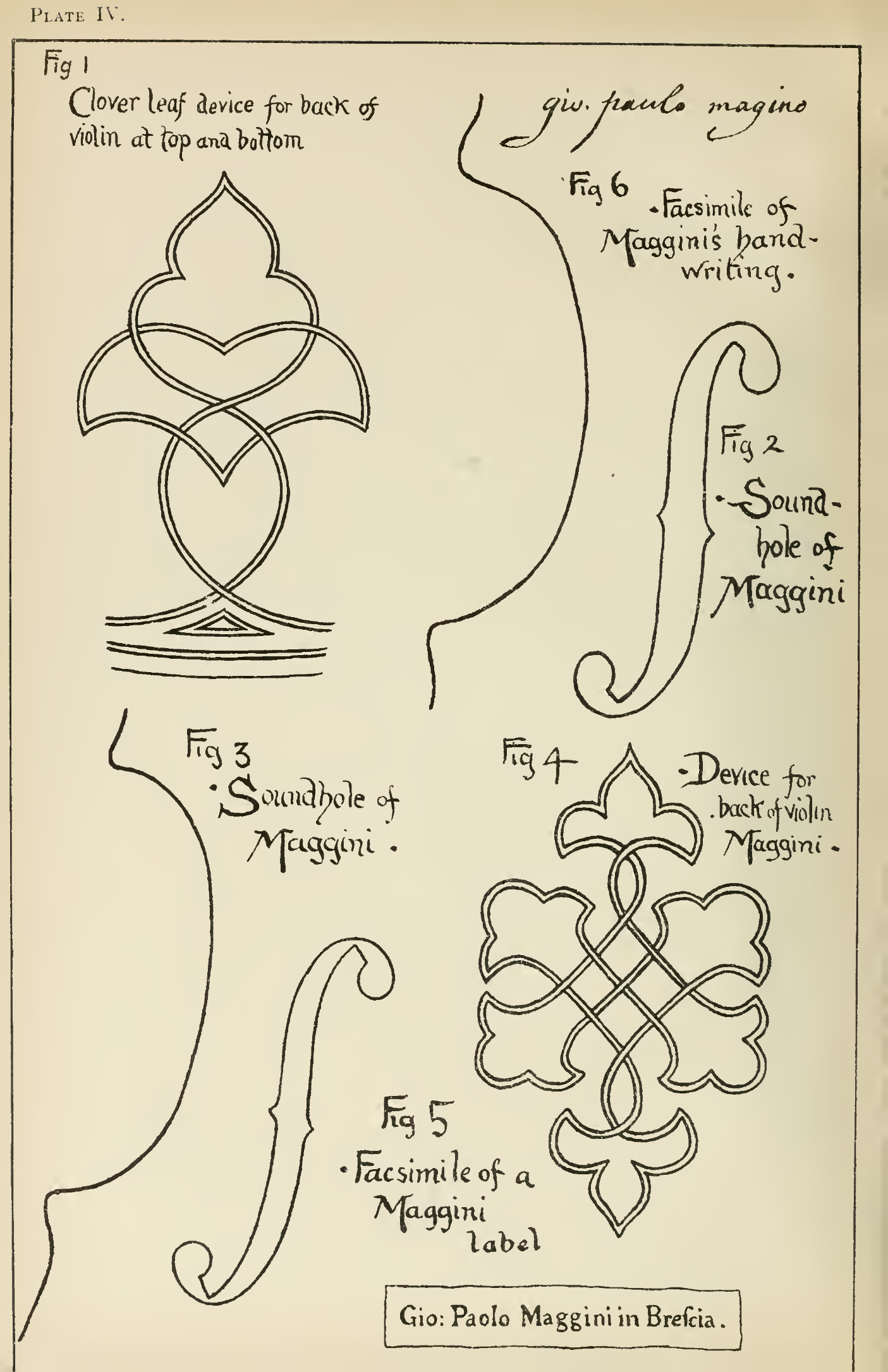
Ornamenty instrumentów skrzypcowych Giovanniego Paola Magginiego

Instrumenty należące do współczesnej rodziny skrzypiec mają zbliżoną budowę, z charakterystycznymi cechami konstrukcyjnymi. Pudła rezonansowe mają wyraźnie zarysowane kontury ze starannie wyważonymi proporcjami łuków dolnych, górnych oraz talii. Boczki są prostopadłe a płyty spodnia i wierzchnia nieznacznie wypukłe pośrodku. Wszystkie elementy korpusu wzmocnione są od wewnątrz drewnianymi sztabkami (klockami i pieńkami) oraz wieńcem z drobnych listewek poprowadzonym przy krawędziach płyt. Przy krawędzi płyty wierzchniej, na jej wierzchu biegnie żyłka, a w okolicach talii korpusu, nieco bliżej jego dolnej części, znajdują się dwa symetrycznie rozmieszczone otwory rezonansowe w kształcie litery f. Między nimi ustawiony jest podstawek. Na wewnętrznej stronie płyty wierzchniej przyklejona jest cienka drewniana listwa (belka basowa). Między płytą dolną a górną wklejony jest pionowy kołek (dusza). Krótka szyjka przykryta jest wystającą ponad płytę wierzchnią podstrunnicą; z drugiej strony kończy się komorą kołkową, która zwieńczona jest ślimakiem. U dołu korpusu znajduje się guzik, do którego zaczepiony jest strunociąg. Cztery struny biegną od niego przez podstawek i prożek w górnej części szyjki, do kołków w komorze kołkowej.

## Historia

### Renesans
Praktyka tworzenia rodzin instrumentów poprzez konstruowanie ich w różnych rozmiarach, a co za tym idzie – w różnych strojach, istniała od zawsze. Nie była jednak uporządkowana. Dopiero w renesansowej Europie ewoluowała do świadomych zabiegów mających na celu podzielenie poszczególnych typów instrumentów na wzór grup głosów w chórach wokalnych. Impulsem przemian było usamodzielnienie się muzyki instrumentalnej od wokalnej, które zachodziło stopniowo od początku XV wieku. Serię przeobrażeń, które doprowadziły do powstania znanej współcześnie rodziny skrzypiec, instrumenty smyczkowe przeszły w XVI wieku w północnych Włoszech. Pod koniec tego stulecia grupa była już uformowana, aczkolwiek instrumenty nie nosiły jeszcze znanych współcześnie nazw. Bezpośrednimi przodkami współczesnej rodziny skrzypiec są według Józefa Reissa włoskie viole i liry (da braccio i da gamba) oraz polskie skrzypce (którymi według Zdzisława Szulca były prawdopodobnie czterostrunowe gęśle); według amerykańskiego muzykologa Davida Boydena – średniowieczna rebec, renesansowa fidel oraz włoska rodzina wczesnobarokowych lir. Sachs wskazuje na rebec i fidele, przy czym rodziną skrzypiec, a raczej ich pierwotną, przejściową formą nazywa renesansowe viole włoskie. Wszystkie były budowane według rejestrów wokalnych, w strojach sopranowym (dyszkantowym), altowym, tenorowym oraz basowym, ale różniły się szczegółami konstrukcyjnymi. Wczesne instrumenty z rodziny skrzypiec miały cechy form przejściowych. Dopiero w wiekach kolejnych nadano im homogenicznej konstrukcji. Od polskich skrzypiec znana współcześnie rodzina przejęła pozbawiony progów gryf oraz strój kwintowy, od włoskich viol – konstrukcję i formę korpusu rezonansowego oraz przyciskową technikę skracania strun. Na początku XVI wieku we Włoszech terminem viola określano różnogabarytowe lutnie smyczkowe. Rozróżnienie pojawiło się dopiero około połowy XVI wieku, m.in. w publikacjach Silvestra Ganassiego i Philiberta Jambe’a de Fera. Nowymi terminami były viola da braccio (dla różnych rodzajów viol, na których grano techniką ramieniową) oraz viola da gamba (dla różnych rodzajów viol, na których grano techniką kolanową). Włoski termin violone dotyczył początkowo, w XV wieku, całej rodziny skrzypiec obejmującej instrumenty w stroju sopranowym, altowym i tenorowym czy tenorowo-basowym. Dopiero z początkiem wieku XVII zarezerwowany został dla viol basowych – bezpośrednich przodków kontrabasu, który zilustrowany został przez Praetoriusa w traktacie z 1619.
Jednym z najstarszych źródeł ikonograficznych jest wizerunek rodziny skrzypiec na drzeworycie z wyklejki traktatu Symphonia Platonis cum Aristotele et Galeni cum Hippocrate Hippocratica philosophia ejusdem (1516) Symphoriena Champiera. Ilustracja przedstawiają muzyków grających na dawnych instrumentach z rodziny skrzypiec, które były formami przejściowymi między wcześniejszymi fidelami oraz późniejszymi violami. Jeden z muzyków gra na violi sopranowej w pozycji ramieniowej, pozostali – na violach altowej, tenorowej i basowej w pozycjach kolanowych. W 1529 Martin Agricola przedstawił rodzinę violi i rebec w traktacie Musica instrumentalis deudsch. Z lat 1535–1536 pochodzi fresk Muzykujące anioły Gaudenzia Ferrariego, namalowany na sklepieniu kopuły kościoła świętych Piotra i Pawła w Saronno. Czterech z kilkunastu aniołów gra tu na instrumentach z rodziny skrzypiec. Jeden na lirze da braccio (widocznej od tyłu, z fantazyjnie rzeźbionym korpusem i deską kołkową), dwa na sopranowej (dyszkantowej) i altowo-tenorowej violach da braccio i jeden na violi da gamba. Inny, przypisywany Hansowi Bocksbergerowi Starszemu fresk z Zamku Goldegg datowany jest na około 1536. Przedstawia on kwartet violonistów grających na violi sopranowej, dwóch tenorowych oraz basowej. Nieco młodsze, datowane na około 1581 są dwa obrazy na których kapela smyczkowa złożona ze skrzypka, altwiolisty i wiolonczelisty przygrywa uczestnikom zabawy. Obrazy znajdują się w Muzeum Sztuk Pięknych w Rennes oraz we dworze Penshurst Place w Penshurst.

Wczesne ilustracje przedstawiające rodziny instrumentów skrzypcowych
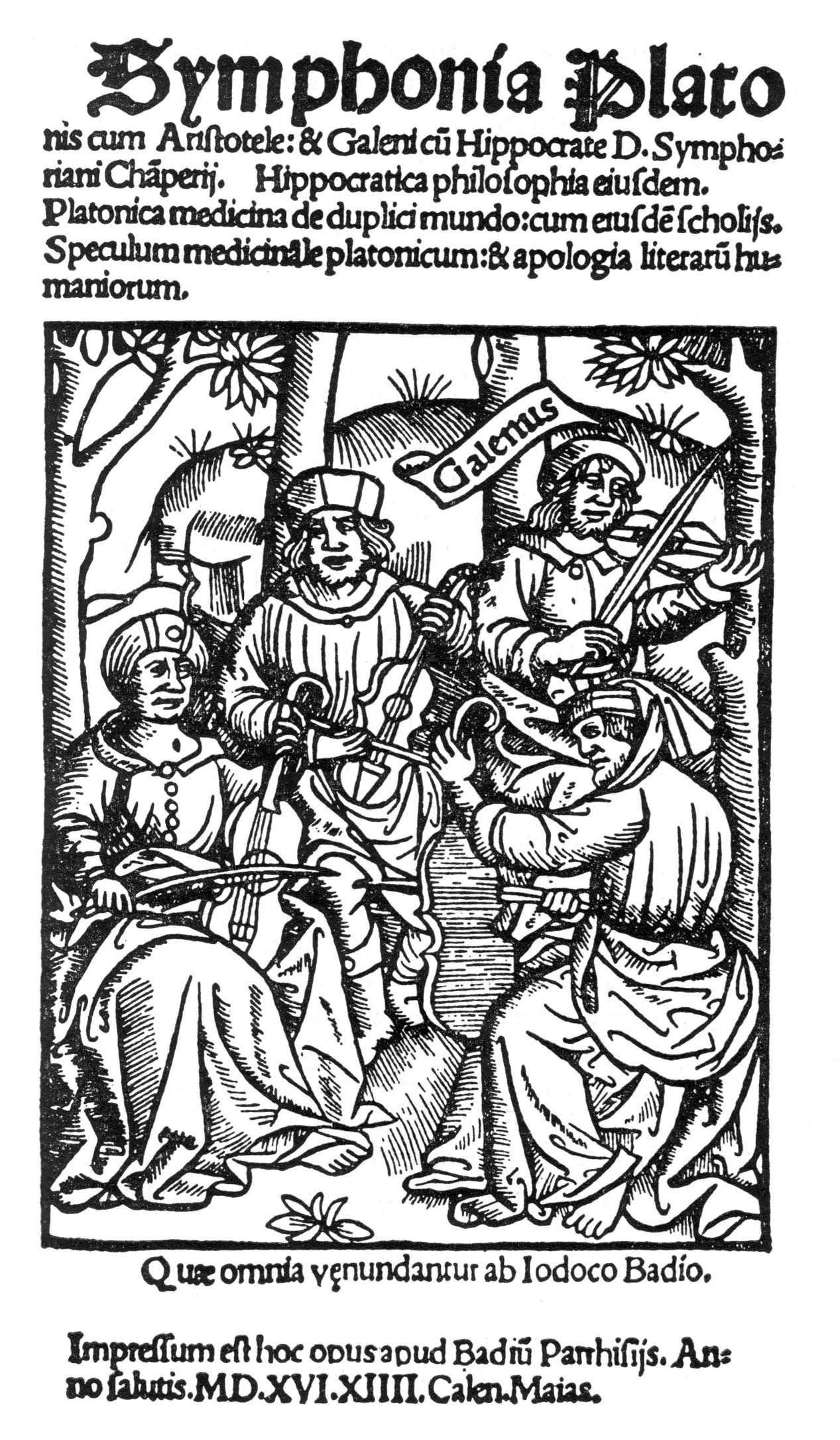
1516
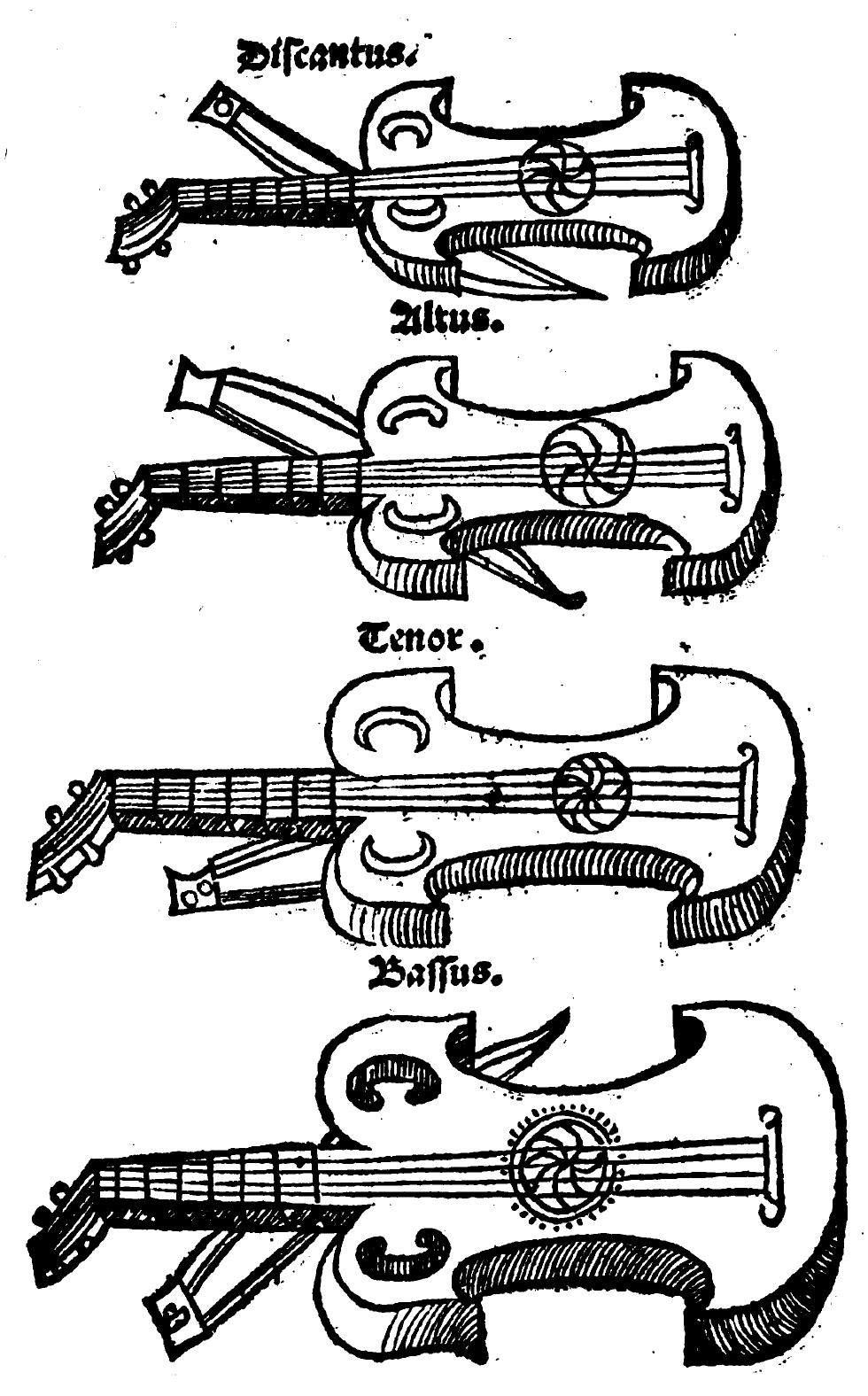
1529
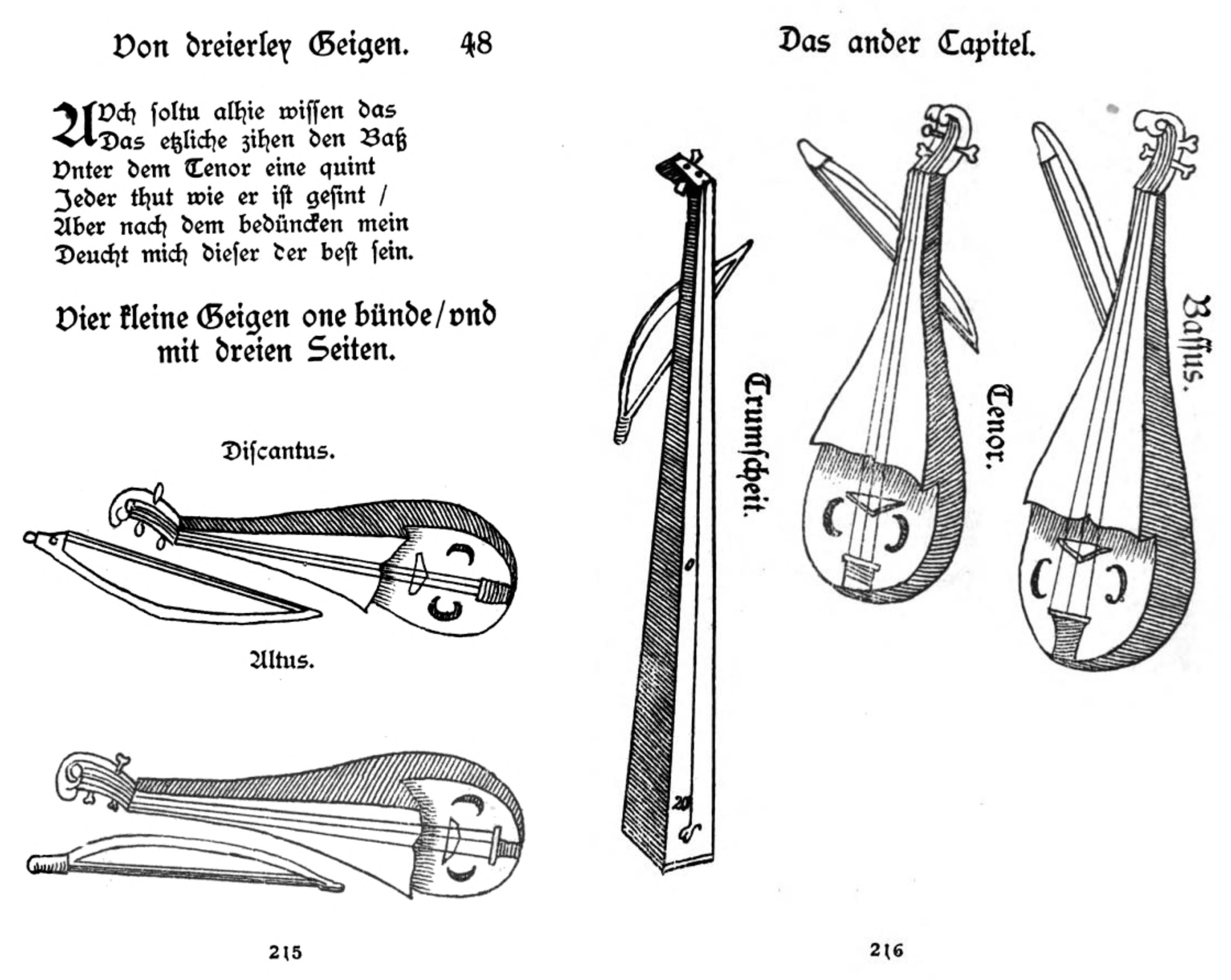
1529
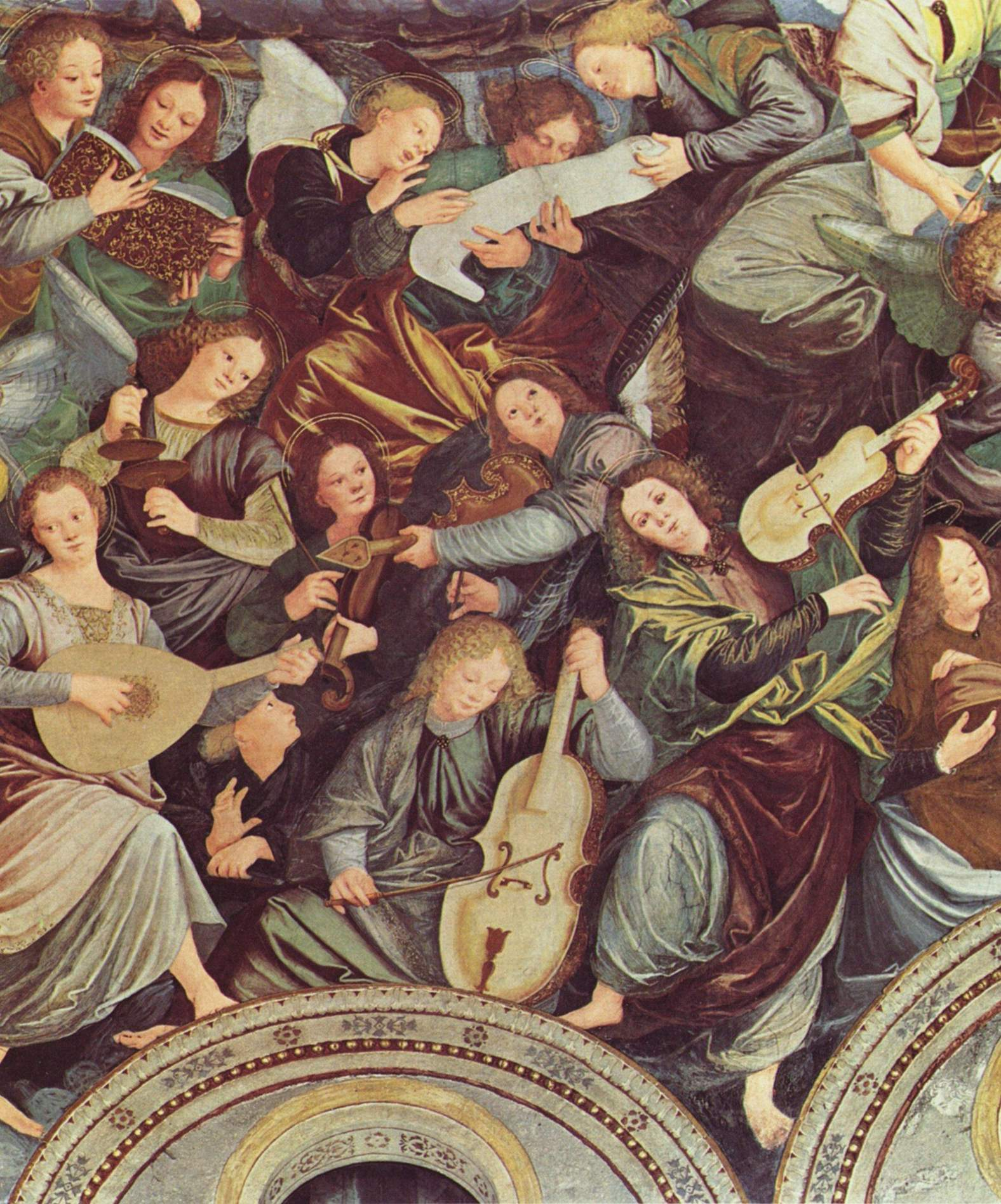
1535–1536
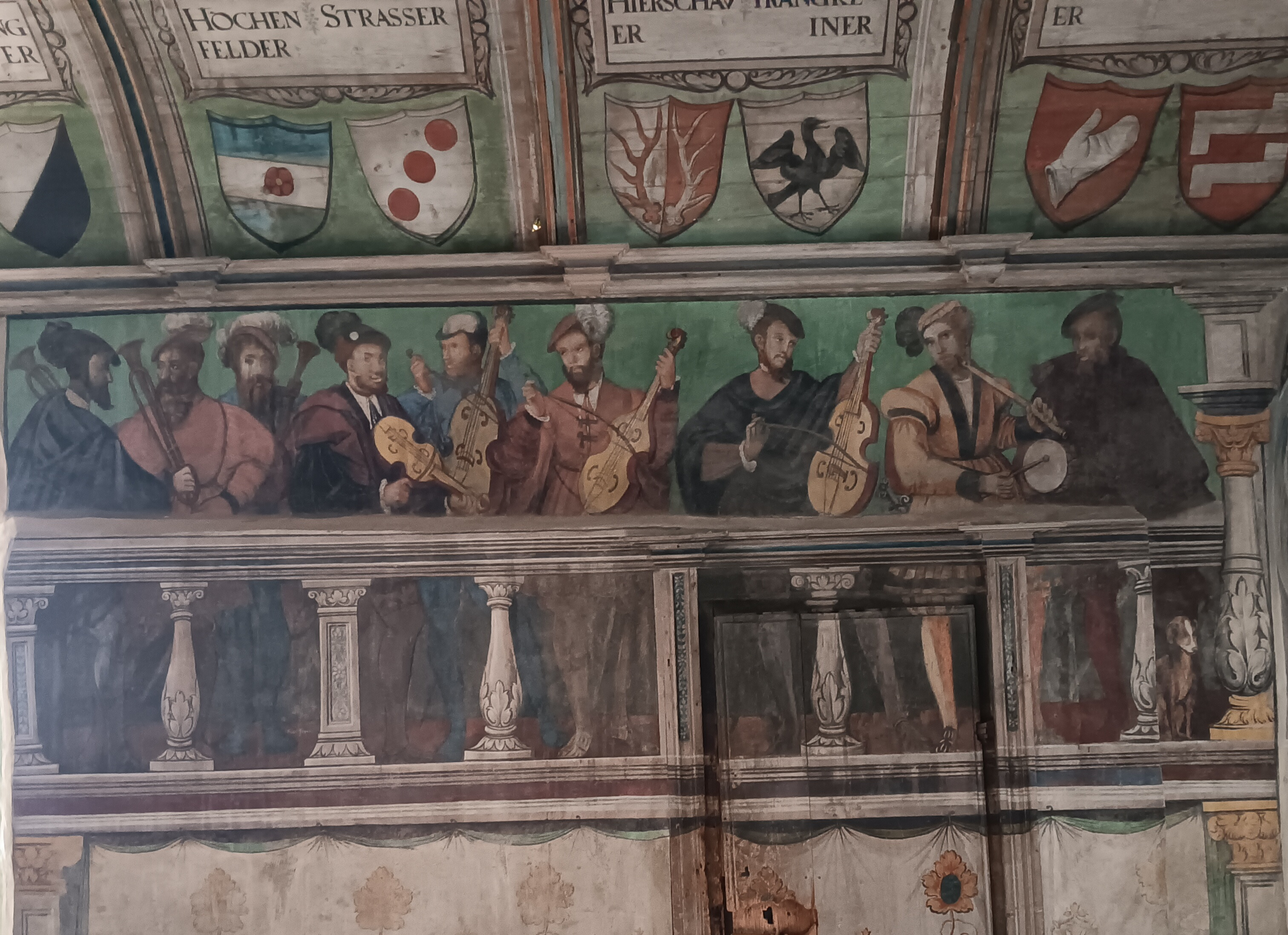
1536
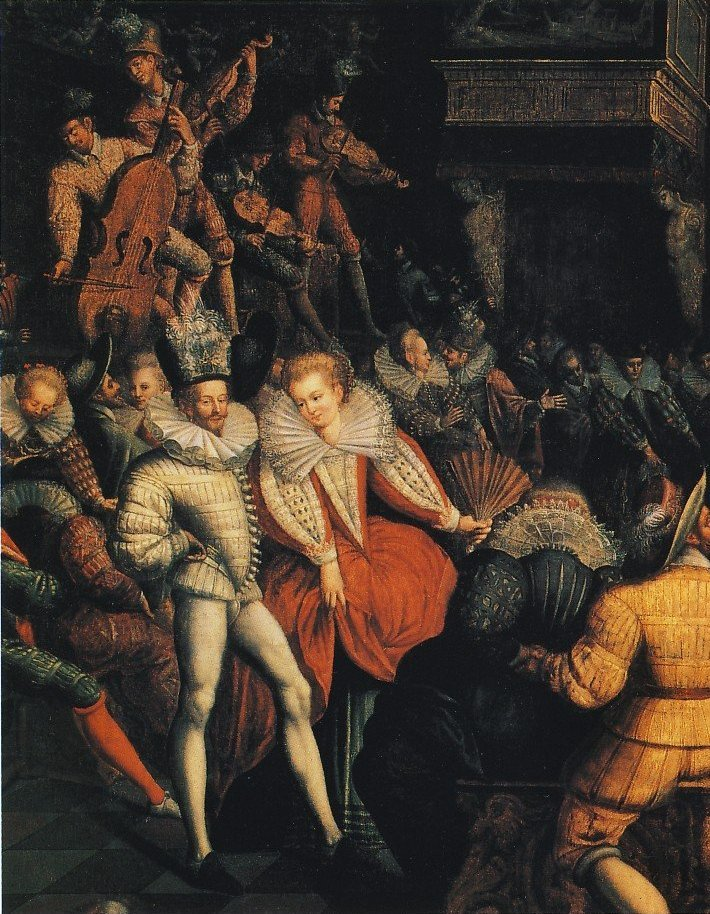
1581
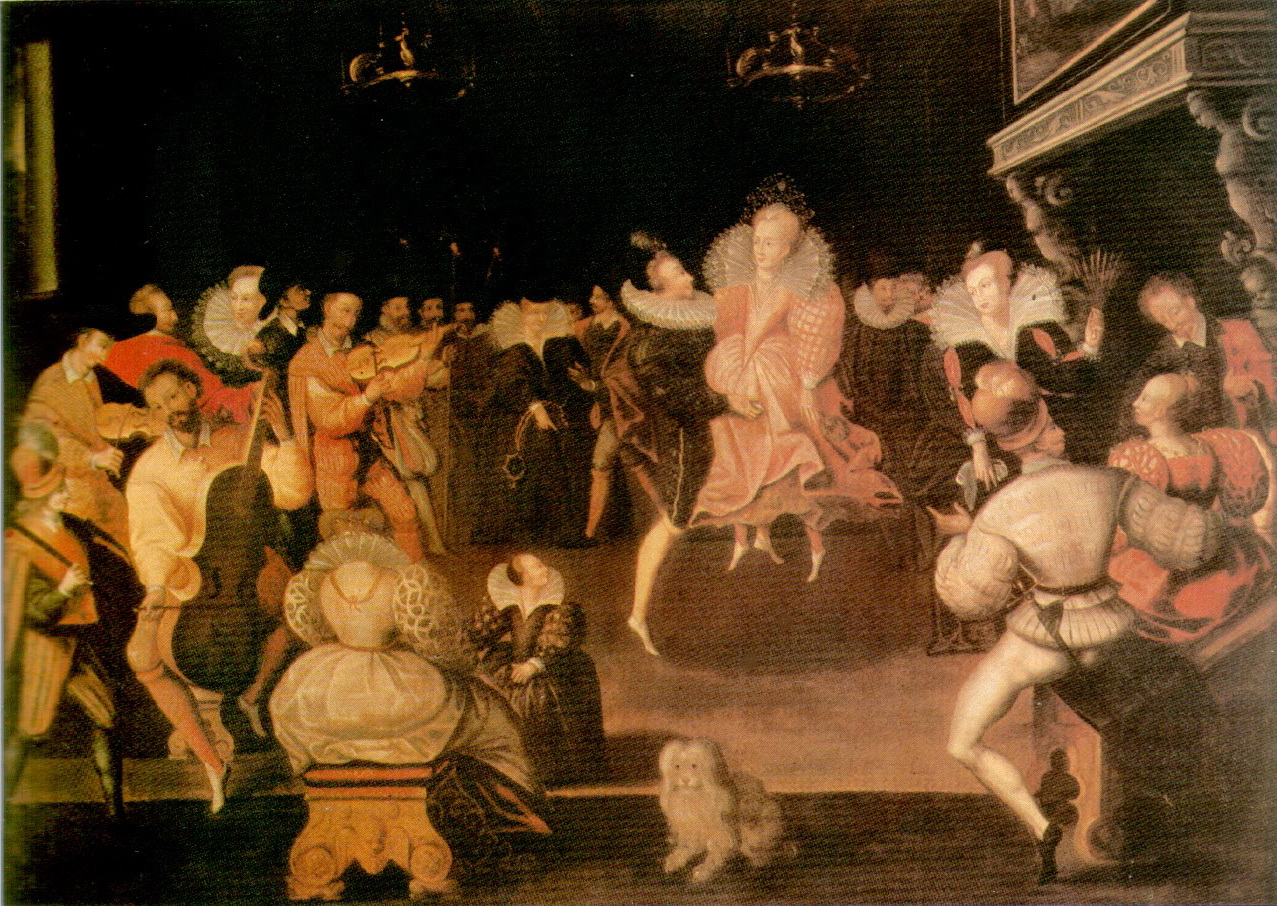
1581
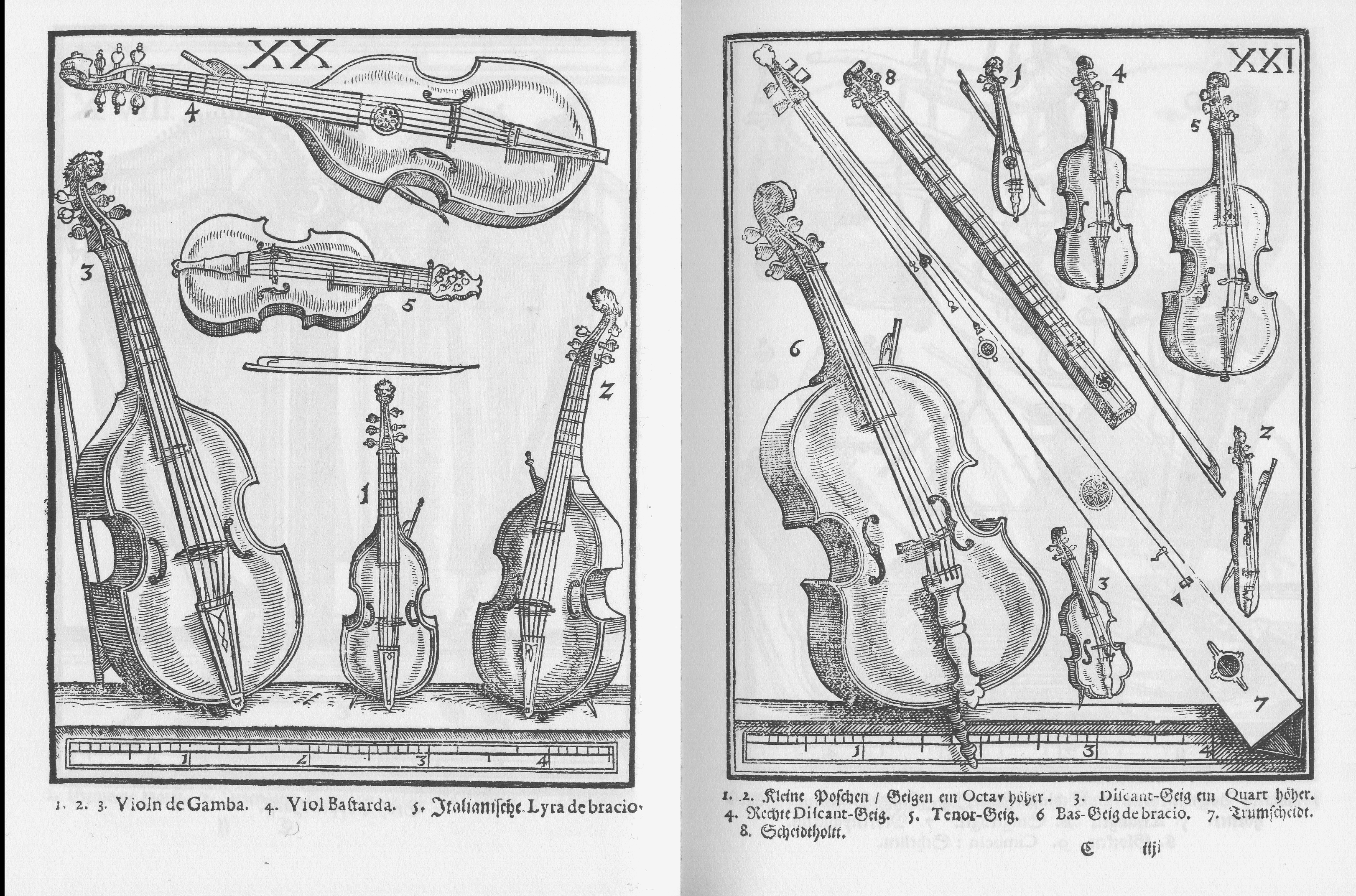
1619
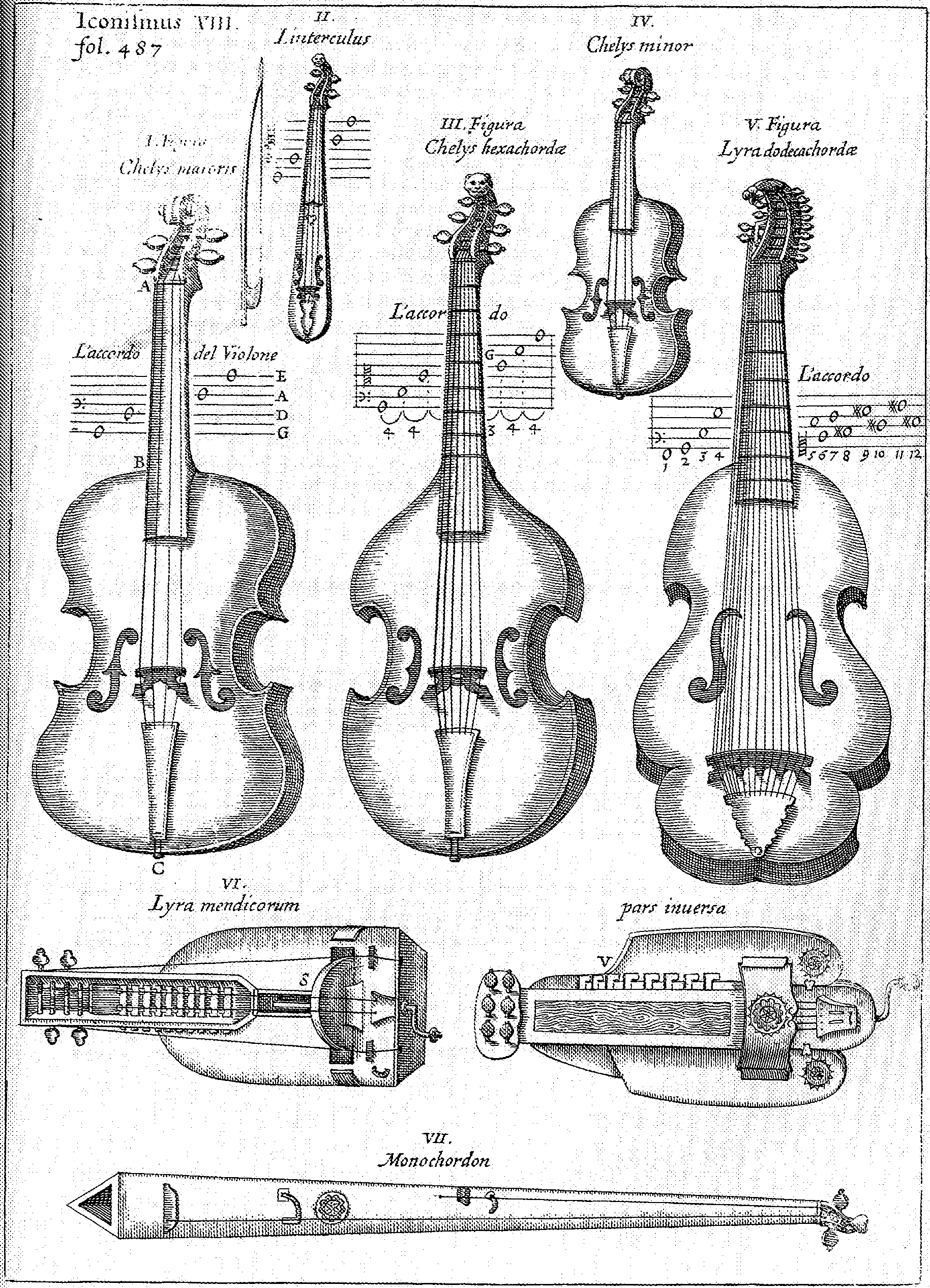
1650

Jeszcze do połowy XVI wieku większą część instrumentarium kapel dworskich i innych zespołów muzycznych stanowiły aerofony. Chordofony, a zwłaszcza instrumenty z rodziny skrzypiec były w zdecydowanej mniejszości. Wraz z rozrastaniem się obsady wokalnej dzieł muzycznych powiększało się instrumentarium, rozszerzał ambitus i narastała potrzeba unifikowania grup instrumentów według ich barw. Według Sachsa pierwszą, klasyczną orkiestrę smyczkową założył włoski muzyk Baltazar de Beaujoyeulx (1535–1587) we Francji. Zespół przygrywał do dworskich baletów ballet de cour. Podobne formacje, w których coraz większa rolę odgrywała rodzina skrzypiec, rozwijały się w tym czasie i towarzyszyły widowiskom tanecznym, weselnym, kościelnym oraz teatralnym w wielu regionach Europy. Podczas przedstawień scenicznych muzycy znajdowali się poza estradą lub ucharakteryzowani towarzyszyli aktorom, dublując ich śpiew na instrumentach. Stopniowe usamodzielnianie się muzyki instrumentalnej od wokalnej oraz jej popularyzacja i powszechnienie przyspieszały proces kształtowania się rodzin instrumentów, w tym rodziny skrzypiec.

### Barok
Pod koniec XVI wieku na francuskim dworze królewskim funkcjonowała orkiestra smyczkowa złożona z 12 instrumentów. Za panowania Ludwika XIII rozbudowano ją do 24 i od tego czasu nosiła nazwę Les Vingt-quatre Violons du Roi. Jej skład opisał w 1636 Marin Mersenne, w traktacie Harmonie universelle: 6 skrzypiec, 4 altówki, 4 tenorki, 4 wiolonczele oraz 6 kontrabasów. Kierownictwo tej oraz innych zespołów – „praorkiestr” – na paryskim dworze przejął w 1653 Jean-Baptiste Lully. Wkrótce opracował podział instrumentarium według ról, przydzielając rodzinie skrzypiec partie wykonywane do uwertur, tańców oraz tła muzycznego w trakcie antraktów.
Podobne do francuskiej królewskiej orkiestry smyczkowe powstawały w XVII wieku na dworach w innych częściach Europy. W instrumentarium Orfeusza (1607) Monteverdiego rodzinę skrzypiec reprezentuje kwintet składający się z dwojga skrzypiec (nazwanych przez Monteverdiego violoni piccoli alla francese), dwóch altówek (violini ordinari da braccio) oraz jednej wiolonczeli (basso de viola da braccio). Jednak moda na wielkie zespoły smyczkowe dotarła z Francji do Włoch dopiero w latach 60. XVII wieku. Przykładem jest kantata z 1664, w której Pietro Antonio Cesti obsadził 4 skrzypiec, 4 altówki, 4 tenorki, 4 wiolonczele oraz kontrabas. Do rozwoju i muzycznego wykorzystania rodziny skrzypiec przyczynił się później na florenckim dworze Arcangelo Corelli.
Równolegle z kształtowaniem się w początkach baroku stylu monodii akompaniowanej i wyrosłej na mim opery, powstawały nowe gatunki muzyki kameralnej (m.in kantata oraz sonata), w których instrumentacjach chętnie wykorzystywano instrumenty z rodziny skrzypiec. Podczas gdy we Francji głównie „skrzypce basowe” (violę da gambę) angażowali m.in. Michel Pignolet de Montéclair, Jean-Philippe Rameau, Marin Marais oraz François Couperin Le Grand, w Anglii cała rodzina skrzypiec powszechniała do tego stopnia, że w domu każdej majętniejszej rodziny były skrzypce, tenorki oraz viola basowa. W całej Europie muzyka smyczkowa był popularyzowana dzięki kompozycjom m.in. Vivaldiego, Bacha i Händla, dając podwaliny zespołom ukierunkowanym na rodzinę skrzypiec: smyczkowym kwartetom, kwintetom, sekstetom itd.

### Klasycyzm
Usamodzielnienie się muzyki instrumentalnej i sformalizowanie obsady orkiestry w muzyce barokowej doprowadziły do wypracowania ostatecznej lecz niepozbawionej cech regionalnych  konstrukcji instrumentów z rodziny skrzypiec. Współczesnych kształtów nabrała ona pod koniec XVIII wieku, w okresie dominacji szkoły mannheimskiej oraz muzyki klasycystycznej. Podwyższono wówczas podstawek i bardziej zaokrąglono jego grzbiet, zaczęto stosować nieco grubsze struny oraz wprowadzono belkę basową. W niektórych regionach Europy już wówczas używano struny g (najniżej brzmiącej) w owijce z miedzianego lub srebrnego drutu, ale nie było to standardem jeszcze do połowy XIX wieku. Muzyka smyczkowa z jej kameralnymi instrumentacjami w postaci kwartetów i większych zespołów została w pełni ukonstytuowana w twórczości m.in. Mozarta oraz Haydna.

### Współczesność

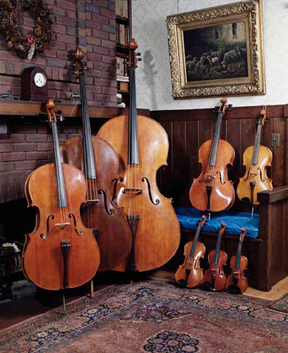
Oktet skrzypcowy z XX wieku

W XIX wieku zaczęły powstawać wielkie firmy lutnicze specjalizujące się w seryjnej produkcji instrumentów z rodziny skrzypiec. Dawne manufaktury rodzinne i regionalne zaczęły tracić na wartości, ale sztuka lutnicza jest popularyzowana i utrzymywana na wysokim poziomie dzięki konkursom lutniczym organizowanym m.in. w Poznaniu („Międzynarodowy Konkurs Lutniczy im. Henryka Wieniawskiego”), Cremonie („Concorso Triennale Internazionale di Liuteria Antonio Stradivari”), Dolným Kubínie („Violino Arvenzis”), Mittenwaldzie („Internationaler Geigenbau-Wettbewerb”). Współcześnie instrumenty z rodziny skrzypiec stanowią główną sekcję orkiestry symfonicznej i orkiestr mieszanych oraz trzon mniejszych zespołów smyczkowych (kwartetów, kwintetów itd.). Wykorzystywane są w wykonawstwie muzyki ludowej, rozrywkowej, klasycznej i dawnej na całym świecie.
Około połowy XX wieku amerykański naukowiec, specjalista w dziedzinie akustyki Frederick Albert Saunders opracował homogeniczną rodzinę skrzypiec nazwaną „nową rodziną skrzypiec” i „oktetem skrzypcowym”. Projekt koordynowała później amerykańska lutniczka Carleen Hutchins. Rodzina składa się z ośmiu instrumentów skonstruowanych na zasadzie przeskalowania klasycznych skrzypiec; najniżej brzmiącym są skrzypce kontrabasowe (6× rozmiar klasycznych skrzypiec), najwyżej – skrzypce sopraninowe (0,5× rozmiar klasycznych skrzypiec). Rodzina nie znalazła do tej pory szerszego zastosowania.